# Xavier Avery
Pour les articles homonymes, voir Avery.
Xavier Tyrone Avery (né le 1er janvier 1990 à Atlanta, Géorgie, États-Unis) est un voltigeur des Ligues majeures de baseball évoluant avec les Mariners de Seattle.

## Carrière
Xavier Avery est un choix de deuxième ronde des Orioles de Baltimore en 2008. Il fait ses débuts dans le baseball majeur avec cette équipe le 13 mai 2012. Il réussit son premier coup sûr au plus haut niveau le 14 mai contre un lanceur des Yankees de New York, Ivan Nova.
Le 30 août 2013, les Orioles échangent Avery aux Orioles de Baltimore contre le voltigeur Michael Morse.